# 児玉菜々子
児玉 菜々子（こだま ななこ、1987年4月3日 - ）は、日本のグラビアアイドル、タレント。京都府出身。主に地元関西を中心に活動している。

## 人物・来歴
- 趣味は読書、旅行、お酒。特技は犬になつかれること、動物の世話。
- 大学では幼児教育専攻。大学生時代に大阪市・道頓堀でスカウトされたのがきっかけで芸能界デビュー[1]。
- 2008年、「ミスFLASH2008」ファイナリスト10人の中にエントリーされるが、受賞にはならなかった。
- 2010年4月、『ちょいとマスカット!』（テレビ東京、後に『おねだりマスカットDX!』、『おねだりマスカットSP!』へと続く）内のユニット・恵比寿マスカッツに加入、2013年4月の解散まで活動する。
- 「週刊プレイボーイ 第2回ビキニプリンセス」受賞。
- 現在は撮影会を行いつつ、テレビやグラビアで活動している。
- 恵比寿マスカッツ時代は、マスカッツ全員の中で最もダンスが下手であり、「スパイダーマン姐さん」という異名も持つ[2][3]、また番組内では眼鏡かけて出演していた。
- 妹がおり、時にはブログに登場する[4]。
- 2012年7月11日、｢ミス龍が如く5を探せ!｣オーディションに合格し大阪ブロック代表に選出される。
- 2012年12月13日、Dream Girls結成。セクシー担当。

## 出演

### テレビ
- 南パラZ!（関西テレビ）
- 爆感!グラビア帝国（テレビ大阪）
- MAXハニー（奈良テレビ）
- 恋のから騒ぎ（2007年、日本テレビ）14期生
- ゴッドタン~The God Tongue 神の舌~（2009年2月18日、テレビ東京）
- ジャイケルマクソン（2009年5月27日、毎日放送）
- メイド刑事（2009年8月14日、テレビ朝日系列）レディース役（第二話）・メイド役（第七話）
- ちょいとマスカット!（2010年4月7日 - 2010年 9月29日、テレビ東京）
- おねだりマスカットDX!（2010年10月6日 - 2011年9月28日、テレビ東京）
- 魁!音楽番付（2010年12月22日、フジテレビ）
- ビーバップハイヒール（2011年3月31日、ABCテレビ）
- 真夜中パンチィ（2011年4月12日 - 、毎日放送） - グラビア軍団（児玉菜々子・中村葵・山中絢子・金城真央）の内1人が持ち回りで出演
- めちゃ×2イケてるッ!（2011年9月17日、フジテレビ）
- おねだりマスカットSP!（2011年10月5日 - 2013年3月30日、テレビ東京）
- 雨上がりのやまとナゼ?しこ（2012年3月13日、ABCテレビ）
- SHINPUU2 ジャルジャル×銀シャリ ヤバイブル〜キセキの危機回避マニュアル〜（2012年4月5日 - 6月28日、関西テレビ）
- 真理恵・めぐみの対決だもん!ハイパー（2012年12月23日、関西テレビ）
- まるごとTEEN GIRLS #4（2013年07月01日ー9月、PigooHD）
- 24時間かすみレディオ2013（2013年9月29日 、エンタ!959）電話出演・・・共演：かすみ果穂ほか
- あいのエチュード第八幕（2014年、つくばテレビ）
- マスカットナイト (2015年11月4日・11月11日、テレビ東京)

### ラジオ
- まだまだゴチャ・まぜっ!〜集まれヤンヤン〜（2011年4月16日 - 2012年4月14日、MBSラジオ）

### 映画
- アウトレイジ（2010年）
- 大阪蛇道（2013年）

## 作品

### デジタル写真集
- 児玉菜々子 電子写真集｢マーメイド｣（アスペクトデジタルメディア）
- 児玉菜々子 電子写真集｢メイド イン｣（アスペクトデジタルメディア）
- 児玉菜々子 電子写真集 「はーれー時々児玉菜々子」 （i-本どっとじぇーぴー日昇インターナショナル株式会社）

### DVD
- FIRST IMPACT （2007年12月25日発売 ファミリーズ）
- ななの成長日記 （2008年06月20日発売 竹書房）
- TO YOU （2008年11月28日発売 スパイスビジュアル）
- Seven's Sky （2009年01月25日発売 ファミリーズ）[5]
- Message （2009年04月30日発売 BNS）
- 純心ドール （2009年06月25日発売 エアーコントロール）
- イケナイ＊彼女 （2010年05月27日発売 晋遊舎）
- 巨乳なキミ。 （2011年06月24日発売 スパイスビジュアル）
- せつなの恋人 （2011年10月21日発売 メディアブランド
- 見つめて 欲しい （2013年8月30日発売 彩文館出版）
- ひとりだけの彼女  （2018年1月26日発売 スパイスビジュアル）